# Hypodryas wolfensbergeri
Hypodryas wolfensbergeri är en fjärilsart som beskrevs av Frey 1880. Hypodryas wolfensbergeri ingår i släktet Hypodryas och familjen praktfjärilar. Inga underarter finns listade i Catalogue of Life.